# ادسون (بازیکن فوتبال)
ادسون (انگلیسی: Adson؛ زادهٔ ۶ اکتبر ۲۰۰۰) بازیکن فوتبال اهل برزیل است.